# Allygus communis
Allygus communis är en insektsart som beskrevs av Ferrari 1882. Allygus communis ingår i släktet Allygus och familjen dvärgstritar. Arten är reproducerande i Sverige. Inga underarter finns listade i Catalogue of Life.